# 豊橋市立章南中学校
豊橋市立章南中学校（とよはししりつしょうなんちゅうがっこう）は、愛知県豊橋市老津町にある公立中学校。『章』は『彰』と同義で『あらわす』『あきらかにする』の意味で『南』は豊橋の南を表している。

## 沿革
- 1947年3月 - 学校教育法に伴い、渥美郡老津村立老津中学校設立
- 1949年9月 - 新校舎設立
- 1955年3月 - 市町村合併に伴い豊橋市立老津中学校と改称
- 1960年
  - 3月 - 豊橋市立杉山中学校と統合され、市長採択によって新校名が章南と決定
  - 3月26日 - 老津中学校閉校式
  - 4月3日 - 豊橋市立章南中学校開校、生徒数509人職員21人でスタート。開校当初は校舎の増設が間に合わず1、2年は老津校舎で、3年は杉山校舎で授業を行っていた。学校運営管理も分担され、校長は月、水、金は杉山校舎、火、木、土は老津校舎へ登校した。部活動はほとんどが老津校舎で行われた
  - 11月 - 509人の生徒を収容できる校舎が完成
- 2000年 - 風車2機設置
- 2010年
  - 6月17日 - 1年生94人は、2泊3日の自然体験学習に取り組むため、静岡県立三ケ日青年の家に入所した。
  - 6月18日 - 浜名湖での訓練中、ボートが転覆し、中に閉じ込められた女子生徒1人が死亡した。

## 学区
豊橋市立老津小学校区と豊橋市立杉山小学校区からなる。

## 所在地・アクセス
- 〒441-3301 愛知県豊橋市老津町字宮脇15番地2

旧老津中学校の敷地にあり、北側で老津保育園・豊橋市立老津小学校、南側で豊橋市立家政高等専修学校と接している。
- 豊橋鉄道渥美線老津駅下車、徒歩約10分

## 浜名湖・ボート転覆事故

### 事故の概要
2010年6月17日、章南中学校の1年生94人と引率教員6人は、2泊3日の自然体験学習に取り組むため、静岡県浜松市北区（現：浜名区）の静岡県立三ケ日青年の家に入所した。三ケ日青年の家は同年4月に指定管理者制度を導入しており、小学館集英社プロダクションが指定管理者を務めていた。三ケ日青年の家の所長はダイビングインストラクターの資格をもつ同社の業務委託社員だった。
同月18日、メインプログラムであるカッター訓練が開始された。訓練開始直前に引率教員は6人から8人に増えた。1年生約90人が13時半からの陸上での座学などを終えたあと、20人乗りおよび30人乗りの手こぎのカッターボート、各2隻（計4隻）に分乗し、小雨が降る浜名湖にこぎ出した。静岡地方気象台によると、当日正午すぎ浜名湖周辺には「大雨・雷・強風」の各注意報が発表されており、15時半ごろは平均風速で6.2メートルの風が吹いていた。当日警報ではなく注意報であったため、活動が実施された。
生徒18人と教諭2人の計20人が乗るボートが生徒の船酔いなどで操船ができなくなり、風で北へ流された。所長らが操縦するモーターボートがかけつけ、約20メートルのロープを該当のボートにつないでえい航した。そのえい航中の15時20分頃に転覆したという。女性教諭の証言によれば、「えい航後しばらくしてオールが飛び、そしてボートがひっくり返った」という。
転覆後、男性教諭1人と8人程度の生徒が水面に投げ出された。10人程度の生徒と女性教諭1人が転覆して逆さまになったボート内部に閉じ込められた。女性教諭の指導により、6人程度の生徒は教諭とともに潜って船外に脱出した。ボートの上にのぼった生徒の一人は所長に対し「まだ船内に閉じ込められている者がある」と告げた。所長は潜って船内に入り、薄暗い船内で3人の生徒を目視で確認し、1人ずつ船外に救出した。3人を救出した時点で所長の体力は限界となり、ボートにのぼって救助を待った。
15時31分に事故の一報が入り、16時2分に水難救助隊が到着しゴムボートで救出に向かった。別のボートに乗っていた男子生徒によると、最初に救助の船が来てから助かるまでに、40分ぐらいかかったと話している。救助後に湖岸や収容先の病院で点呼を行ったところ、当該生徒がいないことに16時38分に気付き、17時51分に転覆したボートの中の船尾付近でうつぶせに浮いた心肺停止状態の女子生徒が発見された。18時47分、病院で女子生徒の死亡が確認された。6月22日、浜松市消防局は、救助の途中に遭難者の数え間違いがあったため、捜索活動が遅れた可能性があると発表した。
女子生徒が発見されるまで、2時間半も船内に閉じ込められたままだったことは、事故からひと月後、豊橋市議会でも話題となった。市議の一人は「もっと早く94名の確認ができなかったのか」と学校側の責任を問い質したが、豊橋市は「責任は三ケ日青年の家にある。市も被害者」という態度を崩さなかった。同年11月29日、女子生徒の遺族は市議会に「真相究明を求める請願書」を提出し、12月24日に趣旨採択された。

### 裁判の経過
2012年3月16日、女子生徒の遺族は、中学校側に安全配慮義務違反があり、学校の設置者である豊橋市は国家賠償法上の責任を負うとして、佐原光一市長に対し謝罪を求めた。同年4月13日、佐原は「再発防止に取り組むことで本市の責を果たしていく」と述べるも、謝罪については拒否した。
同年5月1日、遺族は、豊橋市、小学館集英社プロダクション、静岡県の3者に対し損害賠償を求める訴えを提起した。豊橋市は全面的に争う姿勢だったが、裁判長は豊橋市に責任があると判断して和解を促し、市は方針を転換。10月24日に和解が成立した。11月16日、佐原は市役所で遺族と面会し、謝罪した。
2013年2月12日、静岡県警察はいずれも事故当時の章南中学校の校長と、三ケ日青年の家の所長、訓練を実施した小学館集英社プロダクションのプロジェクトマネージャー（以上男性）、訓練指導者および静岡県教育委員会の課長（以上女性）と県の職員1人の計6人を業務上過失致死の疑いで書類送検。同年3月26日、横浜地方海難審判所で海難審判があり、元所長に対し小型船舶操縦士業務の2か月停止の裁決を下した。
2015年1月28日、静岡地方検察庁は業務上過失致死罪で元所長を在宅起訴、他の5人を嫌疑不十分で不起訴処分とした。2015年11月26日、静岡地方裁判所が元所長に禁錮1年6月、執行猶予3年の判決を下した。中学校側の過失は認められなかった。
2016年4月7日、遺族が元校長を不起訴処分とした静岡地検の処分を不服として、静岡検察審査会に審査を申し立てる。同年10月6日、静岡検察審査会は、静岡地検の元校長の不起訴処分を不服とし「不起訴不当」を議決。2017年3月9日、静岡地検は元校長を再度不起訴処分とした。